# Saverne
Saverne je francouzská obec v departementu Bas-Rhin v regionu Grand Est. V roce 2010 zde žilo 12 087 obyvatel. Je centrem arrondissementu Saverne.

## Vývoj počtu obyvatel
Počet obyvatel

## Partnerská města
- Donaueschingen, Bádensko-Württembersko
- Leominster, Anglie
- Mława, Polsko
- Pokrow, Rusko